# Luna (božica)
Luna („Mjesec”) jest rimska božica-personifikacija Mjeseca i vladarica zvijezda. Lunin je grčki pandan božica Selena.
U nordijskoj mitologiji, rod nebeskih božanstava je obrnut.

## Mitovi
U grčkoj mitologiji, Selena je kći Titana Hiperiona, boga svjetlosti. Luna je viđena kao Titanida — rimski mitograf Pseudo-Higin kaže:
“Od Hiperiona i Etre (rođeni su): Sol, Luna, Aurora.“
Luna je sestra boga Sola, koji predstavlja Sunce, kao i Aurore, koja je božica svitanja. Preko svoga oca, brat i sestre potomci su Majke Zemlje (Terra). Ljubavnik svijetle Lune bijaše zgodni Endimion.
Sol i Luna viđeni su kao brat i sestra, dva svjetla – vladar dana i gospa noći.